# Invicta FC 5
Invicta FC 5: Penne vs. Waterson foi o quinto evento de MMA promovido pelo Invicta Fighting Championships, ocorrido em   5 de abril de 2013 no Memorial Hall em Kansas City, Kansas.

## Card oficial
Pelo Cinturão Inaugural Peso Átomo do Invicta FC.
Pelo Cinturão Inaugural Peso Galo do Invicta FC.